# Schellingerland (schip, 1970)

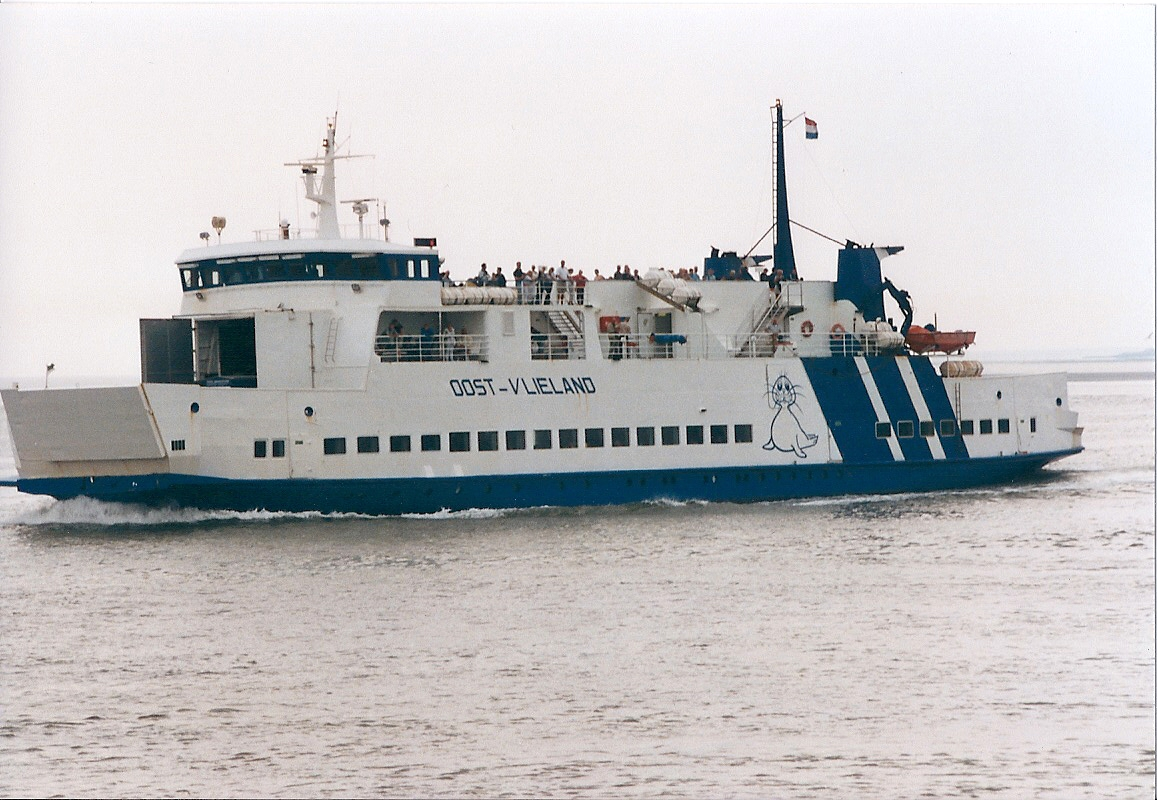
MS Oost-Vlieland

De Schellingerland is het schip dat van 15 februari 1982 tot december 1993 voor rederij Doeksen een veerverbinding onderhouden heeft tussen Harlingen en Terschelling. Het schip is een zusterschip van en tegelijk gebouwd met de Midsland.
In december 1993 is begonnen met een grondige renovatie en op 25 mei 1994 is het schip als Oost-Vlieland ingezet op de route Harlingen-Vlieland. Toen in 2005 het nieuwe schip, de Vlieland, op deze lijn werd ingezet, is het schip verkocht naar IJsland en vervolgens Kaapverdië. Daar vaart het nu onder de naam Inter Ilhas tussen Sao Vicente en Santo Antao.

## Geschiedenis

### Ost-friesland, AG Ems
In 1970 werd het schip gebouwd in opdracht van rederij AG Ems op de C. Cassens Scheepswerf in Emden, Duitsland. Op 13 april van dat jaar werd het schip te water gelaten en op 16 juni werd het schip geleverd aan AG Ems. Daar werd het schip op de lijn Emden-Borkum ingezet.

### Schellingerland, rederij Doeksen

#### Aanschaf
Toen in het begin van de jaren zeventig bleek dat het autoverkeer van en naar Terschelling toenam, besloot de rederij in 1972 de autocapaciteit uit te breiden met Schellingerland II, deze had een capaciteit van 50 auto's. Na twee jaar bleek het aantal auto's nog steeds te groeien en daarom besloot de rederij over te stappen op een rorosysteem: de Midsland ('68) werd gekocht van AG Ems, het schip had een capaciteit van 50 auto's en 1000 passagiers. Dat betekende een grote vooruitgang aangezien de capaciteit behoorlijk werd vergroot. Twee jaar later werd er nog een schip gekocht, om de nog steeds groeiende auto- en passagiersstromen fatsoenlijk over te kunnen zetten: de Noord-Nederland ('60). De autocapaciteit van deze drie schepen samen lag op 132 auto's. De Schellingerland II was niet zeer effectief voor de dienst op Terschelling: het was geen roro-veerboot en had maar een geringe capaciteit wat passagiers betreft. Bovendien was de Noord Nederland ook niet erg effectief, omdat dit schip relatief diep stak. Daarom kon rederij Doeksen nog geen effectieve verbinding onderhouden voor auto's en vervoerde nog auto's met twee schepen die geen roro-veerboten waren. Daarom werd besloten dit 10 jaar oude schip aan te schaffen met een capaciteit van 45 personenauto's en 1100 passagiers. Dit betekende echter geen vooruitgang qua capaciteit van auto's, maar wel qua kwaliteit en passagierscapaciteit. Door de aankoop van dit schip kon het Schellingerland II verkocht worden.

#### Dienst
Deze Schellingerland III werd ingezet als hoofdschip op de route Harlingen-Terschelling. Als reserveveerboten werden de Noord Nederland ('60) en MS Midsland ('68) ingezet. Bovendien was er nog het MS Friesland ('56), maar deze kon niet veel auto's vervoeren en werd derhalve vooral ingezet voor de passagiers. Rederij Doeksen kon met de aanschaf van dit schip een kwalitatief betere veerdienst onderhouden en de autostromen nog steeds de kop bieden. De originele Oost-Vlieland, het schip dat vanaf 1962 op de dienst Harlingen-Vlieland voer, had zijn beste tijd gehad. Er moest dus een ander schip worden ingezet op de Vlielanddienst. Daarnaast was er op Vlieland behoefte aan meer mogelijkheden voor de bevoorrading van de winkels. Daarom werd in 1985 besloten om de Midsland ('68) in te zetten op de Vlielanddienst. Dat schip werd omgedoopt tot Vlieland. Dit betekende dat de Schellingerland het aanzienlijk drukker kreeg, hoewel de eerste Oost-Vlieland onder dezelfde naam werd ingezet op de lijn Harlingen- Terschelling, na een verbouwing van het achterdek, zodat deze ook gebruik kon maken van de roro-faciliteiten.

#### Laatste jaren
Toen het autoverkeer van en naar Terschelling halverwege de jaren tachtig weer ging groeien, werd besloten een gloednieuw schip aan te schaffen met een grote capaciteit. In 1989 werd besloten een schip met een capaciteit van 1750 passagiers en 120 personenauto's te laten bouwen in Krimpen aan den IJssel. Toen het schip, met de naam Friesland, werd ingezet op de lijn werd de Schellingerland reserveboot. Daarnaast konden de Oost-Vlieland, originele Friesland en de Noord-Nederland verkocht worden, omdat deze overbodig werden na de aanschaf van het nieuwe schip. 
Toen er in 1994 weer een schip van AG Ems te koop kwam te staan, werd besloten dat te kopen, na de goede ervaringen met de vorige twee schepen van AG Ems, en deze in te zetten als reserveboot voor Terschelling: de nieuwe MS Midsland ('74). Dit was een zusterschip van de Schellingerland, maar dan verlengd. Door de aankoop werd de capaciteit nog verder verhoogd, maar dit betekende het einde voor de Schellingerland.

### Oost-Vlieland, rederij Doeksen
In 1994 werd de Schellingerland grondig gerenoveerd en omgedoopt tot Oost-Vlieland Dit betekende voor Doeksen dat de oude veerboot (de Vlieland, ex Midsland) verkocht kon worden en dat de vloot nu uit allemaal relatief nieuwe schepen bestond.

### Baldur, Seatours
Toen in 2005 het nieuwe schip, de MS Vlieland, op de Vlielandlijn werd ingezet is de Oost-Vlieland verkocht naar IJsland. Daar voer ze onder de naam Baldur op de lijn Stykkishólmur-Flatey-Brjánslækur

### Kaapverdië
Sinds 2015 vaart de Schellingerland in Kaapverdië. Ze vaart als Inter Ilhas voor rederij Polaris tussen Mindelo op Sao Vicente en Porto Nova op Santo Antao.